# Irodalmi Kerekasztal
Irodalmi Kerekasztal (1970-1989) a Nagyváradi Művelődési és Tudományos Egyetem irodalom-népszerűsítő fóruma. Az 1970-es évek elején Robotos Imre vezette. Új kibontakozására 1978 őszén került sor, amikor Bölöni Sándor műfordító, dramaturg és munkatársa, Varga Gábor mérnök korszerű vitafórummá alakította át s együttműködve a nagyváradi magyar színművészekkel és az Ady Endre Irodalmi Körrel a tudományos ismeretszerzést művészileg is szemléletessé tette.

## Előadók, ankétok
Az Irodalmi Kerekasztalnak az egész országból meghívott előadóiból (az előadások sorrendjében) Kányádi Sándor, Bálint Tibor, Kántor Lajos, Bajor Andor, Szőcs István, Beke György, Gellért Sándor, Dávid Gyula, Kovács János, Egyed Ákos, Vásárhelyi Géza, Farkas Árpád, Sütő András, Imreh István, Marosi Ildikó, Székely János, Bustya Endre, Tóth István, Gy. Szabó Béla, Cs. Gyimesi Éva, Láng Gusztáv – irodalomtörténeti, nyelvművelő és helytörténeti kérdéseket vetettek fel.
Két nyilvános ankét a helybeli Clubul Literarral közös rendezésben a kultúrák közeledését szolgálta. Az 1978–79-es tanévben A műfordítás a kölcsönös megismerés és a barátság szolgálatában címmel került sor értekezletre, melyen Aurel Gurghianu a Steaua, Létay Lajos az Utunk és Radu Enescu a Familia szerkesztőségét képviselte. Az 1979–80-as tanévben Kölcsönös megismerés címmel Al. Andriţoiu és Vasile Spoială a Familia, Romulus Guga a Vatra s Ritoók János a Korunk szerkesztőjeként tartott kerekasztal-megbeszélést a román–magyar–német irodalmi kapcsolatokról.

## Tapasztalatcsere, könyvbemutató
1981. május 26–27-én itt rendezték meg a Művelődés országos tapasztalatcseréjét: Gáll Ernő a felnőttnevelés időszerű feladatairól s Toró Tibor a tudomány és irodalom kapcsolatairól szóló előadásával nyitotta meg a kerekasztalvitát. 1982. február 23-án Domokos Géza és Balogh Edgár itt adta át a közönségnek a Romániai Magyar Irodalmi Lexikon Nagyváradon 1981-ben kinyomtatott I. (A–F) kötetét; az ünnepi jelleget öltött rendezvényen hat színművész (Andrássy Katalin, F. Bathó Ida, Fábián Enikő, Fekete Károly, Hajdu Géza és Meleg Vilmos) Tamási Áron, Dsida Jenő, Sütő András, Kányádi Sándor, Farkas Árpád és Gittai István írásaiból összeállított lírai játékot mutatott be. Az Irodalmi Kerekasztal meghívott előadóival a nagyváradi Fáklya rendszeresen külön interjúkat készített. (A magyar nemzetiségű kulturális életre az 1980-as évektől egyre inkább rányomta bélyegét a Ceaușescu diktatúra fojtogató légköre. A magyarok által szervezhető kulturális rendezvények megritkultak, a magyar nyelven írható sajtó megcsökkent. (Például Echinox 1989 előtt már egyetlen magyar nyelvű írást sem közölhetett, a magyar nyelvű lapok egyre kisebb terjedelemben jelenhettek meg). Jellemző, hogy az erősen cenzúrázott Romániai Magyar Irodalmi Lexikon I. kötete után a II. és további kötetek majd csak a diktatúra bukását követően, 1991-től jelenhettek meg.